# Joan II d'Alençon
Joan II d'Alençon († 1191), de la casa de montgommery-Bellême, va ser comte d'Alençon del 24 de febrer al 6 de maig de 1191. Era fill de Joan I d'Alençon i de Beatriu del Maine. Va succeir al seu pare a la mort d'aquest el 1191, però no li va sobreviure més que tres mesos. Era solter i l'hereu era el seu germà. Segons l'Enciclopèdia Espasa el germà que el va succeir fou Guillem IV d'Alençon. Altres fonts no esmenten a Guillem com a comte i fan successor al germà Robert III d'Alençon. Joan II va ser inhumat a l'abadia de Perseigne.